# La Bazouge-du-Désert
La Bazouge-du-Désert är en kommun i departementet Ille-et-Vilaine i regionen Bretagne i nordvästra Frankrike. Kommunen ligger i kantonen Louvigné-du-Désert som tillhör arrondissementet Fougères-Vitré. År 2022 hade La Bazouge-du-Désert 1 080 invånare.

## Befolkningsutveckling
Antalet invånare i kommunen La Bazouge-du-Désert
Referens:INSEE